# Trössing
Trössing est une ancienne commune autrichienne du district de Südoststeiermark en Styrie.
Le premier janvier 2015 elle fut intégrée à la municipalité de Gnas.